# 曲靖市博物馆
曲靖市博物馆是中华人民共和国云南省曲靖市麒麟区的一家综合性博物馆，是国家二级博物馆。建于2011年11月，2016年12月30日正式开放，馆舍位于珠江源大道文体公园内，建筑面积18,800平方米，展厅面积7,000平方米。设有“珠江正源”“爨乡福地”“锦绣滇东”“三江烽火”“功在传承”“三线建设”6个基本陈列，以及红军长征过曲靖专题展，截至2023年该馆共有藏品3,442件（套），其中珍贵文物52件（套）。